# Right Here, Right Now (Giorgio Moroder)
Right Here, Right Now è un singolo del musicista italiano Giorgio Moroder, il secondo estratto dal quattordicesimo album in studio Déjà vu e pubblicato il 19 gennaio 2015.
Il singolo ha visto la partecipazione vocale della cantante australiana Kylie Minogue.

## Video musicale
Il videoclip è stato diretto da Daniel Börjesson e pubblicato il 2 febbraio 2015. Ad anticiparne la pubblicazione è stata una relativa anteprima di 15 secondi, caricata attraverso il canale YouTube di Moroder nel gennaio 2015.

## Tracce
Download digitale
1. Right Here, Right Now (feat. Kylie Minogue) – 3:30

Download digitale – Remixes
1. Right Here, Right Now (feat. Kylie Minogue) – 3:29
2. Right Here, Right Now (feat. Kylie Minogue) (DJ Sneak Remix) – 5:43
3. Right Here, Right Now (feat. Kylie Minogue) (Felix da Housecat Remix) – 5:27
4. Right Here, Right Now (feat. Kylie Minogue) (Ant LaRock Remix) – 5:44
5. Right Here, Right Now (feat. Kylie Minogue) (Kenny Summit Club Mix) – 6:28

Download digitale – More Remixes
1. Right Here, Right Now (feat. Kylie Minogue) (Extended Version) – 6:43
2. Right Here, Right Now (feat. Kylie Minogue) (7th Heaven Radio Edit) – 3:59
3. Right Here, Right Now (feat. Kylie Minogue) (Whiiite Remix) – 4:38
4. Right Here, Right Now (feat. Kylie Minogue) (Zoo Brazil Remix) – 4:33
5. Right Here, Right Now (feat. Kylie Minogue) (Ralphi Rosario's Sao Paulo Remix) – 8:14

## Classifiche
| Classifica (2015)              | Posizione massima |
| ------------------------------ | ----------------- |
| Belgio (Fiandre)               | 60                |
| Belgio (Vallonia)              | 78                |
| Cile                           | 99                |
| Francia                        | 147               |
| Spagna                         | 40                |
| Stati Uniti (dance club)       | 1                 |
| Stati Uniti (dance/electronic) | 26                |